# Kopalina (Krapkowice)
Pour les articles homonymes, voir Kopalina.
Kopalina est une localité polonaise de la gmina de Strzeleczki, située dans le powiat de Krapkowice en voïvodie d'Opole. Elle se trouve à environ 5 km au nord-ouest de Strzeleczki, 11 km à l'ouest de Krapkowice et à 21 km au sud de la capitale régionale Opole. Kopalina est située dans la région historique de la Haute-Silésie.

## Histoire
Au Xe siècle, la région a été intégrée à l'État polonais émergeant, puis à la Pologne, à la Bohême (Tchécoslovaquie), à la Prusse et à l'Allemagne. En 1936, lors d'une vaste campagne nazie de changement de noms de lieux, le village a été rebaptisé Roding pour effacer les traces de son origine polonaise. Pendant la Seconde Guerre mondiale, les Allemands ont exploité dans le village le sous-camp de travail forcé E195 du camp de prisonniers de guerre Stalag VIII-B/344 Après la défaite de l'Allemagne, en 1945, le village a été rattaché à la Pologne et son nom historique a été rétabli. 